# Louis Debras

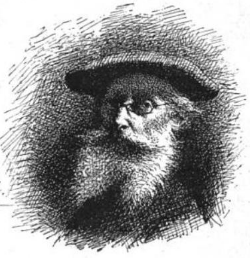
Louis Debras

Louis Debras (Péronne, 3 oktober 1819 – Parijs, 1 februari 1899) is een Franse kunstschilder. Hij schilderde vooral portretten en genrestukken. In 1874 nam hij deel aan de eerste tentoonstelling van de impressionisten, maar hij schilderde eigenlijk in een realistische stijl. Tussen 1853 en 1866 exposeerde hij op het Parijse salon.
Deze schilder die een leerling was van Auguste Dehaussy was in zijn tijd blijkbaar succesvol gezien zijn deelnames aan het Salon, maar hij is sindsdien nagenoeg compleet vergeten. Dit zou volgens sommigen te wijten zijn aan de vernielingen die in de streek werden aangericht tijdens de Eerste Wereldoorlog. In 2011 werd er een tentoonstelling gewijd aan de vergeten schilders en beeldhouwers van de Haute-Somme in het Musée Alfred-Danicourt in Péronne.
Hij verbleef van 1850 tot 1856 in Madrid waar hij exposeerde aan de Real Academia de Bellas Artes de San Fernando.
Debras werd waarschijnlijk gevraagd op de eerste tentoonstelling van de impressionisten omdat die wilden aantonen dat hun tentoonstelling geen nieuw salon des refusés was met alleen maar werken van avant-garde rebellen.

## Weblinks
- Louis Debras – Artworks op The Athenaeum

- RKD-Nederlands Instituut voor Kunstgeschiedenis: 117418
- Union List of Artist Names: 500134146
- Virtual International Authority File: 155844569